# Kolbeinn
Kolbeinn (ou Kolbein) est un prénom islandais d'origine norroise composé de l'élément kol, qui signifie « charbon », peut-être dans le sens de « noir, sombre », et de l'élément bein, qui peut signifier « jambe » ou « os » ou de l'élément beinn qui signifie « droit ». 
Dans les pays nordiques, ce prénom se rencontre essentiellement en Islande, ainsi qu'en Norvège sous sa variante Kolbein. 
Le prénom Kolbein(n) est à l'origine du patronyme islandais Kolbeinsson signifiant « Fils de Kolbeinn ». 

## Personnalités historiques portant ce prénom
- Kolbeinn Arnórsson (1208–1245), chef islandais ;
- Kolbeinn Tumason (1173–1208), membre du clan Ásbirningar (en) et un des chefs (goði) les plus puissants d'Islande.

## Autres personnalités portant ce prénom
- Kolbeinn Sigþórsson (né en 1990), joueur de football islandais ;
- Kolbein Falkeid (né en 1933), poète norvégien ;
- Kolbein Lauring (en) (1914–1987), membre de la Résistance norvégienne durant la occupation allemande.